# Péninsule Rallier du Baty
La péninsule Rallier du Baty est la péninsule du Sud-Ouest de la Grande Terre, une île française de l'archipel des Kerguelen relevant des Terres australes et antarctiques françaises. Elle doit son nom au navigateur français Raymond Rallier du Baty (1881-1978) qui séjourna deux fois dans les îles Kerguelen et cartographia l'archipel.

## Géographie

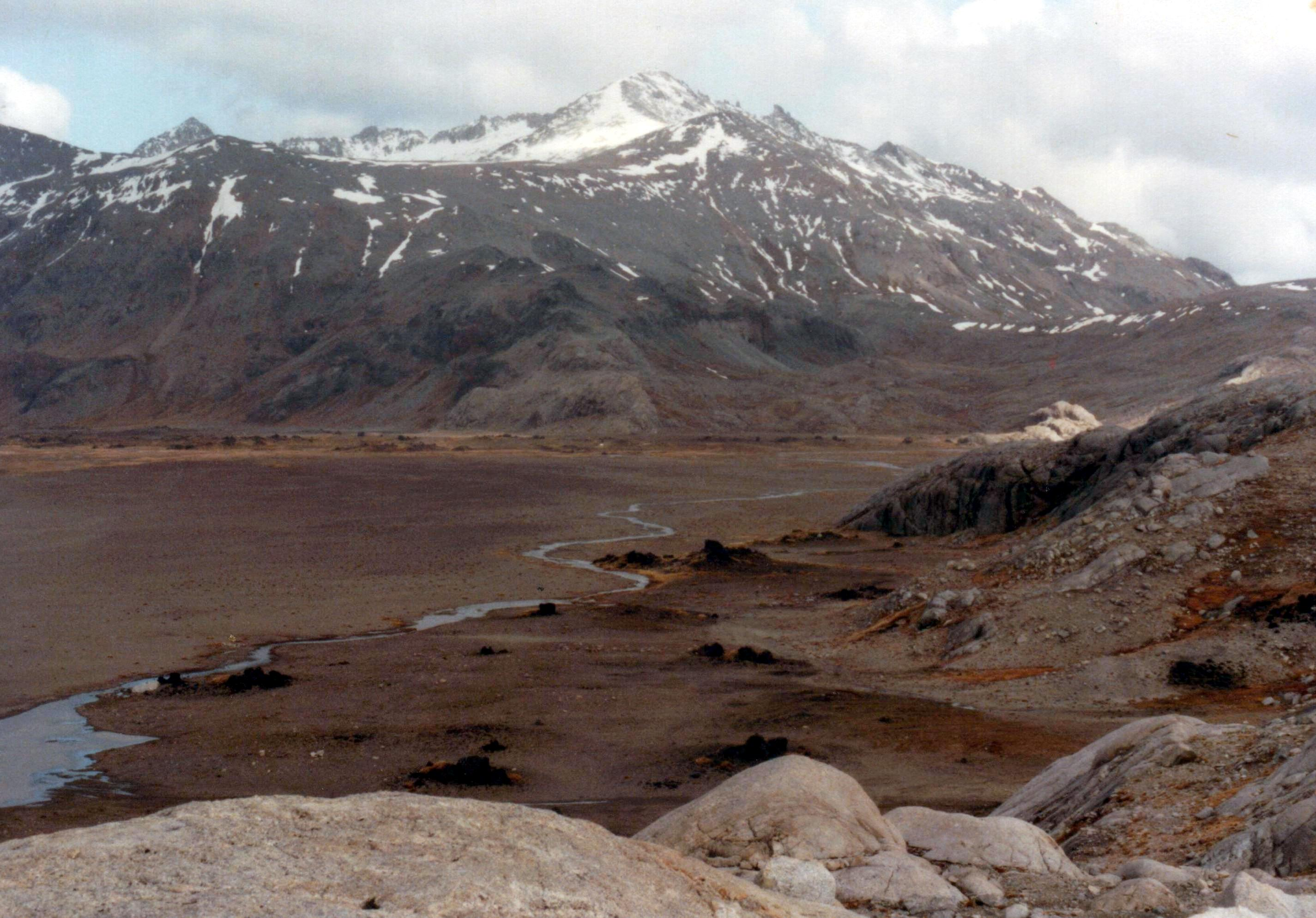
Paysage de la péninsule Rallier du Baty.

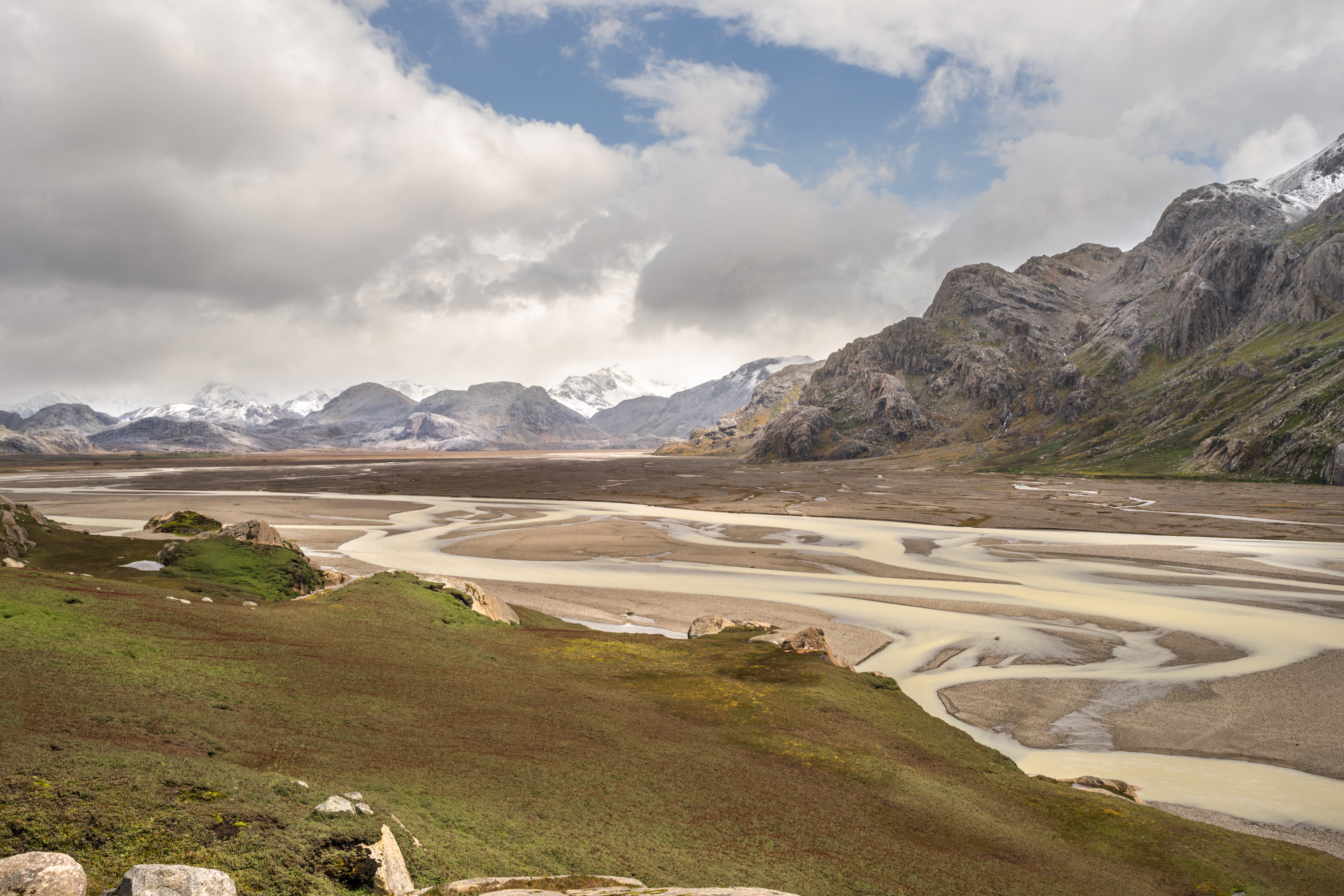
La vallée de Larmor.

D'une longueur d'environ 37 km sur un axe nord-nord-est sud-sud-ouest, elle est large au maximum de 25 km. Sa côte orientale donne sur la baie d'Audierne au travers de plusieurs baies (baie de la Mouche, baie de Chimay, fjord des Portes Noires...) et de presqu'îles (presqu'île d'Entrecasteaux, presqu'île La Bourdonnais, etc.).
La limite septentrionale de la péninsule, qui se situe au niveau du pic Joliot-Curie 1 005 m, est marquée par la calotte glaciaire Cook.
La partie sud-ouest est occupée par le massif Rallier du Baty qui possède plusieurs sommets de plus de 1 000 mètres (Le Bicorne 1 202 m, le mont Henri Rallier du Baty 1 262 m, mont Raymond Rallier du Baty 1 166 m et pic Saint-Allouarn 1 189 m) et différents glaciers. Elle possède différentes vallées, anciennes vallées glaciaires (vallée des Sables, vallée de la Plage Jaune, vallée de Larmor...) qui donnent sur la baie de la Mouche.
La côte sud présente un relief escarpé, ouverte seulement par deux plages : la plage de la Possession dans l'anse du Gros Ventre et la plage Jaune. Le cap Bourbon, petite avancée en mer, se trouve au nord-est de la péninsule.